# 10-cm-Gebirgshaubitze M. 08
Die 10-cm-Gebirgshaubitze M.08, kurz 10-cm-Geb.H. M.08, war ein Gebirgsgeschütz der mittleren Artillerie der österreich-ungarischen Artillerie im Ersten Weltkrieg.

## Technische Beschreibung

### M.08
Die 10-cm-Gebirgshaubitze M.08 war das erste Geschütz der k.u.k.-Armee mit einem hydropneumatischen Rückstoßsystem. Es verfügte über einen Federvorholer, welcher das Geschützrohr nach der Schussabgabe wieder seine Ausgangsposition zurück schob. Das Geschützrohr bestand aus Schmiedebronze und war aus einem Stück gefertigt und ähnelte sehr stark dem der 10-cm-Gebirgshaubitze M. 99. Der Verschluss war ein modernerer Schubkurbelverschluss.
Die Lafette bestand aus einer Ober- und Unterlafette. Die Oberlafette nahm die Rohrwiege mit der Rücklaufbremse auf. Die Visiereinrichtung bestand aus einer Zeigerzieleinrichtung mit einem Trommelaufsatz und einem Rundblickfernrohr. Eine Zahnbogenhöhenrichtmaschine ermöglichte das Richten zwischen −5 und +43 Winkelgrad. Um das Geschütz auch eine maximale Erhöhung von bis zu +70 Winkelgrad zu bekommen, wurde ein besonderes Schießgestell eingesetzt, welches auf einem Sonderfahrzeug transportiert wurde. Um das Geschütz seitlich zu richten, bewegte sich die Oberlafette um die Unterlafette, welche durch eine Kupplung verbunden waren. Dabei war ein seitliches Richten zu beiden Seiten um bis zu 5 Winkelgrad möglich.
Die Unterlafette verfügte über einen umklappbaren Sporn am hinteren Ende und einen Eissporn. Vorn befand sich ein zweiteiliger, abnehmbarer Schild, um die Besatzung vor Beschuss und Schrapnellen zu schützen. Hinter dem Schild befanden sich die Räder, welche ebenfalls an der Unterlafette befestigt waren.
Die verwendete Munition war die gleich waren wie bei der 10-cm-Gebirgshaubitze M. 99. Sie bestand aus normalen explosiven Granaten mit eine Gewicht von 14,7 kg und Schrapnellgranaten mit einem Gewicht von 12,7 kg. Die Granaten wurden in hölzernen Verschlägen zu je sechs Geschossen und Kartuschen transportiert. Bei einer Mündungsgeschwindigkeit von 305 m/s konnten die Granaten bis zu 6 km weit gefeuert werden.
Die 10-cm-Gebirgshaubitze M.08 war nicht in Traglasten zerlegbar, sondern nur in vier Transporteinheiten. Somit konnten die einzelnen Teile nur durch Trag- oder Zugtiere transportiert werden. Diese bestanden aus dem Lafettenfahrzeug ohne Oberlafette, dem Wiegenkarren mit Oberlafette und Rohrwiege, dem Rohrkarren mit Geschützrohr und Verschluss und dem Schießgestellkarren. Dabei erreichte jede Transporteinheit ein Gewicht von 700 kg

### M.10
Die 10-cm-Gebirgshaubitze M.10 war ein nahezu identisch zur 10-cm-Gebirgshaubitze M.08. Der einzige Unterschied bestand hier in der Unterlafette, welche nun nicht mehr teilbar war. Aufgrund der schlechten Schießeigenschaften hatte sich eine kurze, zerlegbare Lafette bei diesem Kaliber nicht bewährt.

## Einsatz
Das Geschütz wurde beim Serbienfeldzug 1914 eingesetzt. Im Vergleich mit den von den Serben hauptsächlich eingesetzten Geschützen der Bauart Canon de 75 mm modèle 1912 Schneider erwiesen sich die Gebirgshaubitzen als deutlich unterlegen. Um nicht völlig unterlegen zu sein forderte Oskar Potiorek Geschütze der Reihe 12-cm-Kanone M. 80 an. Die Unterlegenheit der eigenen Geschütze war für die militärische Führung ein Schock, so dass in der Folge eiligst neue Geschütztypen konstruiert wurden.
Ab 1916 wurden beide Gebirgshaubitzen durch die 10-cm-Gebirgshaubitze M. 16 ersetzt.